# Trichosporon
Trichosporon Behrend – rodzaj mikroskopijnych grzybów podstawkowych z rzędu Trichosporonales. Występują również w Polsce.

## Charakterystyka
Wszystkie gatunki Trichosporon to grzyby drożdżopodobne, zaliczane do drożdży podstawkowych, znane wyłącznie z bezpłciowej formy anamorficznej. Większość z nich jest zazwyczaj izolowana z gleby, ale kilka gatunków występuje jako naturalna część mikrobioty skóry ludzi i innych zwierząt. Czasami mogą powodować chorobę grzybiczą o nazwie piedra biała i inne grzybice skóry. Gatunki Trichosporon u osób z obniżoną odpornością mogą również powodować ciężkie zakażenia oportunistyczne zwane trichosporonozą.
Drożdżopodobne komórki Trichosporon mogą tworzyć hialinowe formy strzępkowe. Strzępki te na przegrodach rozpadają się tworząc bezpłciowe propagule zwane artrokonidiami. Nie są znane żadne formy płciowe (teleomorfy).

## Systematyka i nazewnictwo
Pozycja w klasyfikacji według Index Fungorum: Trichosporonaceae, Trichosporonales, Incertae sedis, Tremellomycetes, Agaricomycotina, Basidiomycota, Fungi.
Takson utworzył Gustav Behrend w 1890 r. Później opisano około 100 gatunków tego rodzaju. Wraz z pojawieniem się sekwencjonowania DNA okazało się, że są między nimi duże różnice i wiele z tych gatunków zostało przeniesione do innych rodzajów. Synonim: Sarcinosporon D.S. King & S.C. Jong1975.
Niektóre gatunki:
- Trichosporon aquatile L.R. Hedrick & P.D. Dupont 1968
- Trichosporon asahii Akagi ex Sugita, A. Nishikawa & Shinoda 1994
- Trichosporon asteroides (Rischin) M. Ota 1926
- Trichosporon beigelii (Küchenm. & Rabenh.) Unna 1902[7]
- Trichosporon inkin (Oho) Carmo Souza & Uden 1967
- Trichosporon ovoides Behrend 1890

Wykaz gatunków i nazwy naukowe na podstawie Index Fungorum.